# نظام شکارچیان
نظام شکارچیان (زادهٔ آبان ۱۲۹۵ نوذرآباد نکا - ۲۳ خرداد ۱۳۶۳ چمازتپه) خواننده،
نوازنده و موسیقی‌دان مازندرانی بود. مجموعه ای از آهنگهای او زیر نام «جاودانه‌های موسیقی مازندران» ۳۰ سال پس از درگذشتش در جشنواره موسیقی فجر نامزد دریافت جایزه باربد شد. این نوازنده تأثیر فراوانی بر موسیقی مازندران گذاشت و از او به عنوان ناجی موسیقی مازندران یاد شده‌است و بسیاری از دوتار نوازان امروزی او را الگوی تقلیدی برای موسیقی دوتار کرده‌اند.
پدر نظام، نظر شکارچیان از نوازندگان و خوانندگان صاحب سبک موسیقی مازندرانی بود.

## آلبوم
نظام شکارچیان ۲ آلبوم موسیقی پیش از انقلاب منتشر کرده بود.

## بن مایه
1. ↑  «نامزدهای نهایی جایزه باربد جشنواره موسیقی فجر». همشهری آنلاین.
2. ↑  «نظام شکارچیان». مهرآوا.